# Burg Meßstetten
Die Burgen in Meßstetten sind mehrere abgegangene Burgen im Hauptort der Stadt Meßstetten im Zollernalbkreis (Baden-Württemberg).
Die Meßstettener Burgen gehören zu einer Burgengruppe der Tierberger Herrschaft, die neben den Meßstettener Burgen aus der Burg Hossingen sowie den Burgen Wildentierberg, Neuentierberg und der Stammburg Altentierberg besteht.

Wappen der Herren von Tierberg

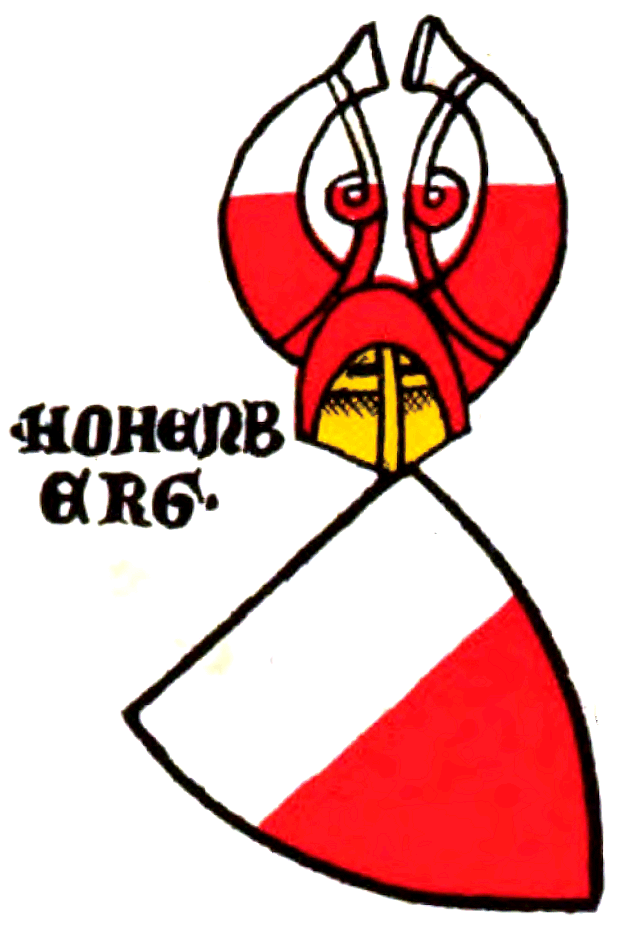
Wappen der Hohenberg in der Zürcher Wappenrolle (ca. 1340)

## Namen der Burgen und Geschlechter
Der Heimatforscher und Pädagoge Hermann Krauß ging davon aus, dass alle Meßstetter Burgen/Wohntürme Tierberg genannt wurden und durch einen Namenszusatz von anderen Burgen unterschieden wurden. Also könnte beispielsweise die Burg zum Neuen Tierberg am Bschorner Weg, Stein oder See genannt worden sein. 1380 wird ein Berthold B(e)schornen von Schwenningen in Urkunden des Klosters Beuron erwähnt. Hermann Krauß orientiert sich 1988 am damaligen Stand der Forschung zur Burg Wildenstein im Donautal mit mehreren kleineren Burgen in deren näherer Umgebung, den ehemaligen Burgen Altwildenstein, Unterwildenstein, Wildensteiner Burg Hexenturm und Wildensteiner Burg Hahnenkamm.
Der heute wegen der von Blindgängern ausgehenden Gefahren nicht mehr zugängliche Burgstall Schlössle ist in alten Karten hinter dem Sendeturm Kählesbühl über einem flachen Tal zwischen Zitterboch und Feldboch verzeichnet. Die Grundmauern des Wirtschaftshofes liegen in der Panzerschießbahn auf der Gemarkung von Meßstetten am historischen Bschorner Weg. Die Stadt Meßstetten musste 1909 fast 40 Prozent ihrer Gemarkungsfläche für den Truppenübungsplatz Heuberg an den Reichsfiskus verkaufen. Die Burg im Hülbgässle wurde vermutlich im 13. Jahrhundert von den Herren von Meßstetten (seit 1251 erwähnt) erbaut.
Sie lag auf dem Territorium der Scherragrafschaft. Propst und Konvent von Beuron verkaufen 1369 ihrem Mitkonventualen, dem Priester Berthold von Meßstetten, ein Leibgeding „aus des Klosters Gütern“. Berthold hat längere Zeit die Klostergüter im Breisgau verwaltet und dem Kloster eine reiche Stiftung gemacht. Von 1389 bis 1404 war er Propst. Er ist anscheinend in Freiburg gestorben, denn das Jahr seines Todes wollen die Konventualen einem Brief aus Freiburg vom Jahre 1405 entnommen haben. Aus der Familie der Burgherren wirkt ein Berthold von Meßstetten 1337 als Propst von St. Max bei Geweiler im Elsass. 1374 Hans von Meßstetten als Schultheiß von Ebingen.
1327 erwirbt Kunz (Vater: Konrad von der Altentierberg) eine jetzt Neuentierberg genannte Burg mit allem Zubehör bei dem Hof von der Familie von Bubenhofen, aber ohne den Kirchensatz zu Lautlingen, ohne Meßstetten (Stetten) und etliche Leibeigene. 1345 und 1347 erfolgt ein Verkauf mit Hossingen, Tieringen und Meßstetten an Heinrich von Tierberg. Heimatforscher Krauß vermutete, dass Ritter Heinrich von Tierberg genannt Haiterbach seinen Besitz in Haiterbach verkauft und dafür seine neue Herrschaft erworben hatte, deren Mittelpunkt Meßstetten war. Bereits in Julius Kindler von Knoblochs Ende des 19. Jahrhunderts erschienenem Oberbadischem Geschlechterbuch wurde der Ort Haiterbach dem Beinamen dieser Seitenlinie der Herren von Tierberg zugeordnet.
Die St. Lamprechtskirche in Meßstetten wird von Heinrich und Burkhard von Tierberg unterstützt. 1360 stiftet der Burgherr eine Jahrzeit für sich, seine Vorfahren und Nachkommen in der Kirche zu Meßstetten (St. Lamprecht, nach Erdbebenschäden 1911 weitgehend erneuert), wo seine Mutter, seine Frau und drei Schwestern begraben sind. 2016 wurden bei Bauarbeiten Gräber im Kirchenraum der Lamprechtskirche gefunden und dokumentiert.
Das Kloster Margrethausen wurde 1338 durch den Ortsherren Konrad von Tierberg als Franziskanerinnen-Kloster gestiftet. Die Klause erwarb von der Haiterbachlinie der Herren von Tierberg auf der Burg Meßstetten nacheinander eine Reihe von Meßstetter Hofgüter. Der Klosterbesitz umfasste fünf Meßstetter Lehenshöfe, 168 Jauchert Ackerland und 104 Mannswahd Wiesen.

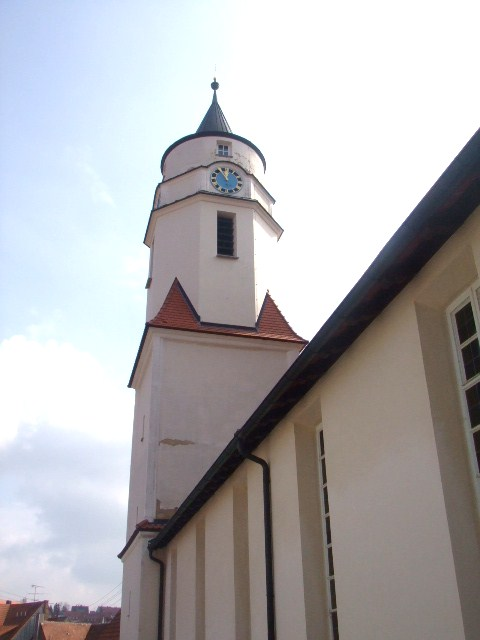
Evangelische Lamprechtskirche Meßstetten

1370 kam die Herrschaft Meßstetten an die Wildentierberger Linie. Die Brüder Hans Rudolf und Hans Konrad von Tierberg von der Wildentierberg beurkunden eine Übereinkunft wegen der geistlichen Lehen zu Ebingen, Lautlingen, Margrethausen und Meßstetten (Stetten). 1418 verkauft Konrad von Hölstein Tieringen, Meßstetten und Hossingen an Württemberg, behält aber sein Haus in Tieringen. Die Herren von Meßstetten waren Ministeriale der Grafen von Hohenberg.
Im Ebinger Lagerbuch von 1561 wird ein alter Zoll erwähnt. Die Bewohner der Burg sind als Bürger von Meßstetten vom Zoll befreit. Die Einwohner der hinter der Burg Meßstetten gelegenen Orte Schwenningen, Stetten am kalten Markt, Hartheim, Glashütte und Heinstetten erkauften die Zollbefreiung für den Ebinger Markt. Jeder Haushaltsvorstand lieferte ein Viertel Korn, das sogenannte Zollkorn.

## Bergbau
Die auf der Alb vorkommenden Bohnerze wurden im Umfeld der Burg Meßstetten verhüttet. Die Adelsfamilien waren tief in die Auseinandersetzungen der damaligen Zeit verstrickt und bestrebt, in den Kämpfen zwischen König und Gegenkönig, Kaiser und Papst, ihre eigene Machtbasis zu erhalten. Betrachtet man die Geschichte der Stauferzeit, des Investiturstreits, der ja zum großen Teil in Schwaben ausgetragen wurde, und die wechselnde Parteinahme der schwäbischen Adelsgeschlechter – mal zu Gunsten des Kaisers, mal des Papstes –, möchte man folgende Hypothese wagen: Um in diesem Streit mithalten zu können, mussten die ortsansässigen Adelsgeschlechter alle Reserven mobilisieren. Dies verhalf auch den Erzlagerstätten des Albvorlandes zu neuer Bedeutung. Das Ende der mittelalterlichen Eisenproduktion fällt zeitlich mit dem Aufstieg des Hauses Württemberg in der zweiten Hälfte des 13. Jahrhunderts zusammen. Später wurde in Wehingen, Thiergarten und Ludwigsthal die Erze verhüttet. Untersuchungen der Schlacke historischer Eisenschmelzen im Bereich der Schwäbischen Alb zeigen einen neuen Kleinschmelzofentyp, der seit dem 13. Jahrhundert effektiver arbeiten konnte.
Nach einer der Burgen ist das Schulzentrum Burgschule/Skistraße benannt. Auch eine schmale Gasse bei der früheren Hülbe wird Burg genannt. Im Truppenübungsplatz liegt der Burgstall Schlössle hinter dem Schlossberg.

## Besatzung durch wehrpflichtige Meßstetter Bürger

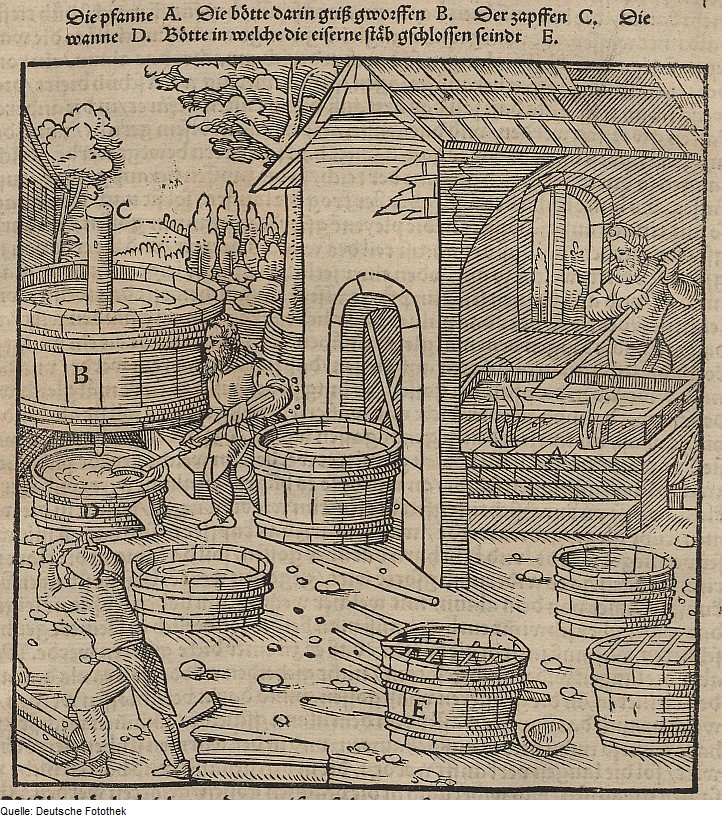
Salpetergewinnung um 1580

Laut der Musterungsliste, ab dem Jahre 1521 erhalten, obliegt den Meßstetter Milizsoldaten die Sicherung der Burg auf dem Schlossberg, zugleich Sperrwerk des Bschorner Weges. Die Namen der Soldaten sind überliefert: Hans Bartlin, Ludwig Bechthold, Caspar Bechthold, Hans Bippeler, Auberlin Blocker, Balle Bucher, Andreas (auch Enderlin) Decker, Caspar Decker, Batt Decker, Lentzin Decker. Aus diesem Geschlecht wird eine Agnesa Decker 1587 in Rottweil durch Verbrennung hingerichtet. Der Rat der Stadt Rottweil hat am 15. April 2015 einen Beschluss zur sozialethisch-moralischen Rehabilitierung der Opfer der Hexenprozesse gefasst. Andreas Dentzel, Gallin von (Gersten) Eck(hern), Melchior Freyder Bastian (auch Balthasar) Freyder (Nebenform: Fraider), Thomann Fritz, Stefan Jörg (sen), Stefan Jörg (jun), Lorentz Kiesinger, Knall Hans, Blein Heinzelmann, Jakob Hirt, Lenhart Hirt, Hans Kästle, Stefan Kästle, Auberlin Kienle, Adam Kienle (sen), Adam Kienle (jun), Auberlin Klockner, der Landöß, Stefan Löffler (nach Gerichtsverhandlung ausgeschieden) der Mutschlenhans, Gorius Müller, Ulrich Narr (Nebenform: Barr), Ballus Pfeifer, Jakob Pfeifer, Gallin Ruß, Baltus Taler, Martin Vischer (heute: Fischer), Oswald Villing, Hans Villing, Auberlin Wolfer, Bernhart Weiß, Jakob Weber, der Weber, Bartlin Weidentaler, Peter Weidentaler, der Wurtzer. Hans Löffler wird, nachdem sein Bruder Stefan einen Forstknecht erschossen hatte, das Tragen der Wehr verboten. 1709 wird die Freie Pirsch in Meßstetten abgeschafft und von 1713 bis 1806 als herzogliches Gnadenjagen wieder eingeführt. In der letzten erhaltenen Musterungsliste von 1603 stellt Meßstetten mit dem Weiler Hossingen einen Zimmermann, vier Musketenschützen, 49 einfache Schützen, 19 Doppelsöllner (Rüstung), 45 einfache Knechte und einen Fuhrmann mit zwei Raismönchen (Zugtieren). In Meßstetten üben die Soldaten sonntags auf Schießständen. Den Salpeter für das Schießpulver stellten Salpetersieder wie der aus Tailfingen stammende Johannes Ammann und Johannes Schempp (Salzsieders Sohn, Kurzform örtlicher Dialekt Salvaiter) in Meßstetten her. 1606 lud Hans Dietrich von Westerstetten zum Wettschießen nach Lautlingen. 1627 stiftete Frau von Westerstetten ein Paar Hosen für den besten Schützen. Auch auf Schloss Werenwag finden Wettschießen statt.
Büchsenschießen zu Trochtelfingen 1564: Der Graf stiftete 10 Gulden. Neun Schüsse in drei Umgängen auf drei schwebende Scheiben, die von Zweck und Nagel (Mittelpunkt) aus nach allen Seiten ungefähr zehn Ellen weit, 250 Schritt Abstand hatten.

## Die Wohnungen der Bediensteten
Die Knechte wohnten in der hiesigen Gegend in stadtähnlich aneinandergereihten bescheidenen Seldnerhäusern mit Ettertor auf kleinen zugeteilten Ödlandparzellen. In Oberdigisheim Armeleuteviertel in Frommern Granitz genannt. Später erweiterte Seldnerhäuser konnten auf der Eichhalde in der Talstraße und in Oberdigisheim erhalten werden. Somit könnte die in der Sage genannte Stadt Wangen auf die tatsächlich vorhandenen Seldnerhäuser von Saisonarbeitern, Kleinhandwerkern und Knechten von den Wirtschaftshöfen der Burgen zurückgehen. Im Herdstättenverzeichnis von 1477 werden in Nüwenghausen 18 Häuser mit Männern und sechs Knechte genannt.
Soldat Kaspar Landöß (Landeß) von Meßstetten (Stetten) und Barbara (Ba(e)rbelin) Stahel von Lautlingen (Lutlingen) beurkunden, dass sie mit Zustimmung ihres Junkers Melchior von Tierberg geheiratet haben, dem die Ausstellerin mit Leibeigenschaft verpflichtet und zugehörig ist. Die Aussteller versprechen, dass Barbara Stahel und die von ihr geborenen Kinder jeder schriftlichen und mündlichen Aufforderung ihres Junkers Melchior von Tierberg Folge leisten werden, sich wieder unter seine Herrschaft zu begeben, wie es Leibeigene ihren Leibherren mit Fastnachtshennen und anderem schuldig und pflichtig sind.
Mit dem Wohnort in Meßstetten waren auch Pflichten verbunden. So sind nach der Beschädigung der Schalksburg 1464 von Meßstetten, Oberdigisheim, Hossingen und Tieringen Frondienste zu leisten.

## Die Gemarkung der Burg auf dem Schlossberg
Die eingezäunten Zelgen der Dreifelderwirtschaft waren das Saibenried, Lange Gerberten und Reisbühl. Die Ösche Paffental, Heimberg und Dicker See waren mit der nicht bebauten Zelge Weideland. Sie wurde dann nach 1400 mit der Meßstetter Gemarkung vereinigt.

## Strategische Bedeutung der Burg Meßstetten
Eine Straße führt einst von Ebingen über die Burg Meßstetten und beim im 15. Jahrhundert abgegangenen Riedern über die Donau nach Lengenfeld. Als Donauübergang diente offenbar die Werbenfurth, so bereits genannt im Werenwager Urbar von 1468. Heute ist davon der Siebenkreuzlesweg und die Lengenfelder Steige im Donautal als Wanderweg ausgeschildert. Startpunkt 1 für Wanderungen: Bahnhof Hausen im Tal, mit dem Auto Parkplatz (48° 4′ 23,51″ N, 9° 0′ 35,85″ O). Die Lage Riederns an der Steige ins Donautal erforderte sicher die Organisation von Wegebaumaßnahmen und Organisation von Vorspanndiensten. Furt, Steigen und Burgen sind als Einheit zu verstehen, das heißt, es handelt sich um einen frühen, militärisch gesicherten Donauübergang. Startpunkt 2 für Wanderungen: Bahnhof Albstadt-Ebingen, mit dem Auto Parkplatz am Weg zur Sandgrube (48° 12′ 5,92″ N, 9° 1′ 20,54″ O), oder unten in der zweiten Haarnadelkurve (48° 12′ 13,9″ N, 9° 1′ 12,52″ O). Es können die in den Fels geschlagenen Spurrillen der Fuhrwerke und die nach einem Unglücksfall in den Fels eingeschlagenen sieben Kreuze erwandert werden. In seinem Profil ragt der etwa vier Meter breite Weg beim Schloss Werenwag ohne erkennbaren Anlass erheblich aus dem flachen Gelände empor und wirkt in seiner Mitte stark überhöht. Burgenforscher Häring vermutet, dass es die heutige Straße nach Unterdigisheim über das Appental nicht gab, der Verkehr lief über Burg Hossingen. Die Burg Oberdigisheim, sowie der Ort Oberdigisheim selbst lagen um 1250 an einer Straße von Tieringen (über Burg Hülbgässle, Kirche Meßstetten) nach Ebingen.

## Kriegsschauplätze bei der Burg

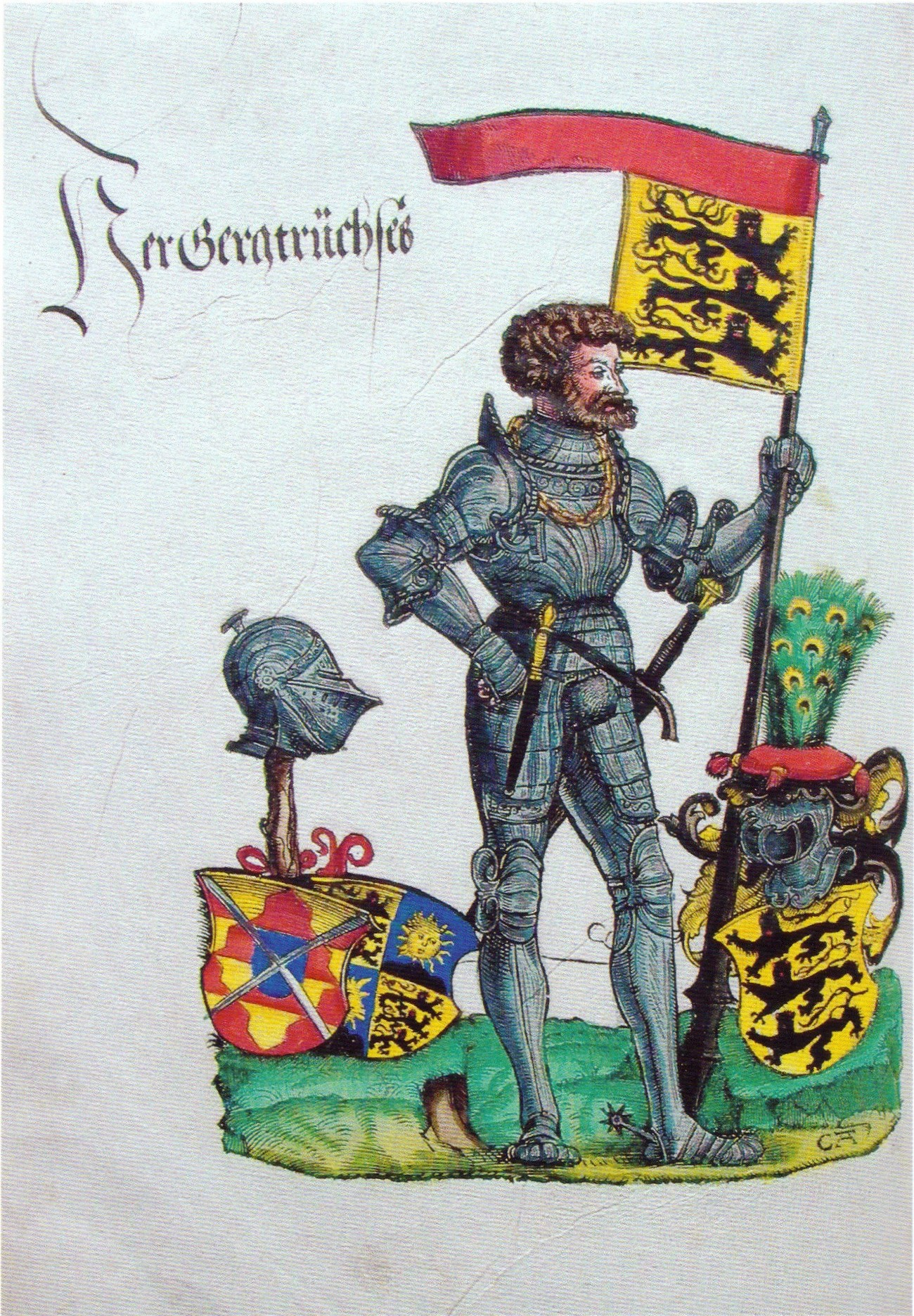
Bauernjörg Am 29. Februar 1525 mit einem Heer im Bäratal in Meßstetten, Holzschnitt H. Burgmair d. Ä.

1525 kommt die soziale und politische Unzufriedenheit in Meßstetten im Bauernaufstand zum Ausbruch. Oberdigisheim und Tieringen wurden Zentren des Aufstands. Gleich zu Anfang des Jahres plündern die Aufständischen die Schalksburg aus. Das Abzeichen der Bauern um Balingen war eine schwarz-rote Fahne mit weißem Kreuz.
Im Bauernkrieg wurde die Burg in Hossingen laut mündlicher Überlieferung beschädigt. Am 15. Februar 1632 kam es um 24 Uhr zu Kämpfen und Plünderungen durch kaiserliche Reiter unter dem Obervogt zu Gutenstein. Mehrere Meßstetter Bürger wurden tödlich verwundet. Laut mündlicher Überlieferung wurden sogar die Glocken vom Kirchturm abgenommen und nach Schwenningen abtransportiert. Hans Stokar aus Schaffhausen berichtet über die Abnahme von Glocken im Bauernkrieg. 104 Männer aus der Herrschaft Gutenstein waren als Musketiere im Einsatz, 68 Männer mit Doppelsöldnern. Die Namen der Angreifer sind überliefert: Hauptmann Andreas Riester, Leutnant Urban Mors und Feldwebel (Veldwaibel) Wilhelm Barfüeßer. Auch am 20. Mai 1634 und am 30. April 1635 sind in Meßstetten Tote zu beklagen. 1633 kam es in Mühlheim zu Kämpfen. Truchsess Wilhelm Heinrich berichtet, wie am 16. Oktober 1633 schwedische und württembergische Truppen Nusplingen plünderten, ausraubten und niederbrannten. Alles außer zwei Häuslein in der Stadt und der einen Kirche samt noch drei Gehäusgert in der Vorstadt zu einem erbärmlichen Anblick in die Asche gelegt. Nach der verlorenen Schlacht von Nördlingen flieht der Herzog nach Mömpelgard, 1635 wird Meßstetten an Graf Heinrich von Schlick verschenkt. Damit hat Meßstetten einen neuen Ortsherrn für 13 Jahre.

### Wasserversorgung
Die Wasserversorgung der Burganlage Schloßberg erfolgte mittels Fässern. Alte Mauern (48° 10′ 30″ N, 8° 58′ 26″ O) erlaubten den Viehtrieb von den Weiden durch das Ackerland zur Bannhülbe und bei längerer Trockenheit zu den Quellen im Lautlinger Tal. Auf der Gemarkung der Burg befindet sich unter einem Felsen eine wasserführende Schachthöhle und mehrere Hülben. Frei zugänglich ist eine kleine Wasserstelle (48° 11′ 0″ N, 8° 59′ 42″ O) hinter der Zollernalbkaserne. In alten Karten ist im Truppenübungsplatz ein See eingezeichnet. Größere Seen auf der Schwäbischen Alb sind selten. Bekannt ist ein temporärer See in Burladingen. Grabungen im Seetal schnitten entsprechende Sedimente an. Durch die fortschreitende Verkarstung und Erdbeben bildeten sich im Seegrund Ponore. Heute erinnern nur noch Flurnamen an den einstigen See.

#### Burganlage Hülbgässle
Quelle

#### Burganlage Burgschule
In diesem Bereich führt eine Lehmschicht Grundwasser. Das Regenwasser wurde in einer Zisterne gesammelt.
In der Burgküche wurde zur Zubereitung von Hülsenfrüchten (Erbsen, Bohnen, Linsen) oft schwefelhaltiges Quellwasser genutzt. Aus Quellen in Oberdigisheim (Weiler Geyerbad (48° 10′ 46″ N, 8° 52′ 38″ O)), Nusplingen (Wildbad, Mayenbad) und einer Quelle in Egesheim wurde dem heutigen Tuttlinger (Fluor 0,61; Kalzium 222; Magnesium 48,7: Sulfat 577: Hydrogencarbonat 211), Balinger und Haigerlocher Mineralwässern wohl weitgehend identische Wässer in der Burgküche vorgehalten.

## Wissenschaftliche Untersuchungen
Ab 1916 sichteten hiesige Pfarrer und Pädagogen mit Burgenforscher Konrad Albert Koch die Tierberger Burgen. In Hossingen wurden die bis zwei Meter hohen Mauern mit den damals üblichen Abweichungen erfasst. Seine nicht immer unumstrittenen künstlerischen Rekonstruktionszeichnungen – zu denen er schrieb „so könnte es wahrscheinlich ausgesehen haben“ – finden seither gern Verwendung. Um die Ruinen zu erhalten, wurden die Mauerreste vollständig mit Erde abgedeckt. Konrad Albert Koch gelangen beispielsweise vollständige künstlerische Rekonstruktionszeichnung der Burgen Hossingen und Altentierberg.
Ab 2008 wurden Messungen mit wesentlich höherer Genauigkeit von einem Team um den Meßstetter Burgenforscher Franz Josef Häring durchgeführt und digitalisiert. 3D-CAD-Simulationen wurden bisher vom Wohnturm bei der Burgschule, vom Wohnturm Tieringen, von der Wasserburg Oberdigisheim und von der Burg Hossingen präsentiert. Während einer Schießpause 2013 sichtete eine Gruppe unter Aufsicht nicht von Munition belastete Flächen beim Kählesbühl. Der Heimat und Geschichtsverein Meßstetten konnte dabei alte Weidegrenzen der Zelgen bestimmen. Die beiden Hügel mit den vermuteten Burgställen wurden nicht gesichtet.
Andreas Schmauder erforscht 2019 Meßstetten im hohen und späten Mittelalter: In Meßstetten lag der alte Kern des Ortes um die Kirche und um die große Hülbe, in deren Nähe auch die Ortsburg zu suchen ist.

### Orte vermuteter Burgen
| Standort                | Koordinaten                         | Wasser                                                        | Besonderheiten                                          | Forschungen                           | Burgherr              |
| ----------------------- | ----------------------------------- | ------------------------------------------------------------- | ------------------------------------------------------- | ------------------------------------- | --------------------- |
| Hülbgässle              | (48° 10′ 50,56″ N, 8° 57′ 39,93″ O) | eigene Quellfassung später als weiterer Zulauf oberer Brunnen | vielversprechende Luftaufnahmen Frauenklause + Grablege | Zeit der Ritter von Meßstetten.       | Herren von Tierberg   |
| Schloßberg              | (48° 9′ 41,93″ N, 8° 58′ 35,84″ O)  | Zisterne Nähere Umgebung: See, Schachthöhle                   | Flurname Schloßberg                                     | möglicherweise Herrschaftsmittelpunkt | Herren von Tierberg   |
| Burgschule, Mühle       | (48° 10′ 47,17″ N, 8° 57′ 52,66″ O) | alte Brunnen in Kellern zahlreicher historischer Gebäude      | vielversprechende Luftaufnahmen                         | Geländeaufnahmen 3D-CAD-Simulation    | Herren von Meßstetten |
| Landstraße nach Ebingen |                                     | unbekannt                                                     | Flurname Wachtbühl                                      | Geländeaufnahmen 3D-CAD-Simulation    | unbekannt             |

## Sagen

### „Stadt Wangen“
Sagenhafte Erinnerungen weiß man von abgegangenen Orten. Eine Stadt Wangen sei zwischen Hossingen und der Burg Meßstetten verschwunden. Pfarrer Alfred Ludwig Oetinger (von 1856 bis 1868 Pfarrer in Meßstetten und Hossingen) ließ zunächst auf eigene Rechnung, später auf Rechnung der Staatssammlung vaterländischer Alterthümer umfangreiche Grabungen durchführen. Der 1477 genannte Ort Neu-Wangenhausen (Nüwenghausen) konnte bisher keinem anderen Ort im Oberamt zugeordnet werden. Die Klosterfrauen von Margrethausen vergaben in Meßstetten Pachtland. 1495 und 1527 werden die Pächter und Angrenzer der Lehen namentlich genannt: Bechthold, Brucker, Decker, Eppler, Hummel, Frick, Fritz, Gaenkinger, Gersteneck(h)er, Gomeringer, Göring, Herter, Jaeck, Kästle, Kienle, Kummer, Landöß, Luippold, Narr, Neefen, Raitlin, Röthlin, Roth, Schick, Schuirer, Vischer (heutige Schreibweise: Fischer), Weber. Eine Zuordnung von exakten Wohnorten ist über Musterungslisten und Kirchbücher nur bedingt möglich. 1907 werden im Gemeindebrief Heimatklänge Namenslisten alteingesessener Familien aus den Kirchbüchern des Jahres 1583 veröffentlicht. Im Artikel wurden manchen Familiennamen Herkunftsorte zugewiesen. Familie Berger: 1661 vom Rimbach (Brienz), Schweiz. Ohne Herkunftsorte werden die Namen Bleibler 1650, Schwarz 1680 und Weißmann 1650 genannt.

### „Schmuggler“
Waren wurden bis 1835 für Händler über die von Landjägern bewachten Zollgrenzen geschmuggelt. Bibelschmuggler versorgten die Gläubigen im Untergrund mit Bibeln und evangelischen Schriften. In der Steige nach Ebingen gab es eine österreichische Zollstation im Hohenberger Forst. Schmuggler Blickle wohnte in einem bescheidenen Anwesen im Truppenübungsplatz Heuberg ganz in Grenznähe. Der Graf verdächtigte ihn des Raubes und Schmuggels. Er soll mit dem 1535 hingerichteten Reize Ortlieb am Diebstahl aus seinem Fischteich in Burladingen beteiligt gewesen sein. In einer Rüstung wurde er gestellt und sofort erschossen, weil er sich nicht ergeben hatte.
1698 wird knapp eine Tonne Stahlmasseln von Kolbingen über Meßstetten nach Ebingen geschmuggelt. Die zugewiesenen Hüttenwerke in St. Christophstal bei Freudenstadt konnten die unerwünschten Eisenbegleiter nur unzureichend frischen. Dieser Stahl war gegenüber dem Bohnerz-Stahl weicher. Dieses Eisen sei zu sprizig und tauge auf den steinigen und felsigen Steigen nicht. Ferdinand von Steinbeis, nach dem in Meßstetten eine Straße benannt ist, gelang es, den Hochofenprozess in Ludwigsthal zu optimieren. Der Stahlschmuggel versorgt die Schmiede mit hochwertigem Stahl. Spieße wurden auch für Ebingen in Meßstetten angefertigt. Die hohe Kunst Messerstahl für Waffen herzustellen wurde von den meisten vor Ort beherrscht und galt als wohlgehütetes Berufsgeheimnis.
1750 kauft der Eselmüller von der Winterlinger Bannmühle 130 Scheffel Dinkel aus Meßstetten und Hossingen auf und lässt über die Grenze in die Schweiz schmuggeln. Da auch aus Hechingen 1000 Scheffel aufgekauft und geschmuggelt wurden, kam es zu einem Kornmangel. Kaffeeschmuggler Haux wurde am 21. Juli 1831 im Pfaffental von einer Kugel des Meßstetter Landjägers getroffen und starb. Ausgangspunkt und Warenlager des nächtlichen Schmuggels sollen Höhlen gewesen sein. In der Hossinger Muislochhöhle wohnte ein Mann mit dem Spitznamen Mui. Ohne es zu wollen, verriet ihn seine Frau, die von der Polizei beobachtet wurde, als sie ihm abends einen Korb mit Essen brachte. Die Schmugglerhöhle (48° 11′ 18,68″ N, 8° 57′ 46,23″ O) kann über einen schmalen Pfad von der Freithofstraße über Kirchlesfels (48° 11′ 1,4″ N, 8° 57′ 44,8″ O) und Schreifels (48° 11′ 18,64″ N, 8° 57′ 46″ O) erwandert werden.

### Der Maute Geist
Ein besonders grausames Geschick widerfuhr dem Strumpfweber Johannes Rehfuß, Maute genannt, einem heruntergekommenen, streitsüchtigen und eigensinnigen Menschen. Derselbe hatte sich an einem 29. September infolge eines Wortwechsels im Spital in Ebingen erhängt. Man vergönnte dem Gehenkten nicht einmal ein Plätzchen auf dem Armsünderfriedhof. Der Leichnam wurde Kleemeister Wiedmann übergeben. Derselbe fuhr mit ihm den Schwenninger Berg zur Burg Meßstetten hinauf. Dort verscharrte er ihn bei Mitternacht. Zum Spuk um das Maute Grab gibt es folgenden Vers:
Der Maute mit seinem dicke Kopf,

Er hot sich g`henkt im Spittelblock;

Ma hot ihn g`führt in Auchtenrain,

Dort oba leit er ganz allein.
In Szenen von Pfarrer Oskar Beuttler über die aus Meßstetten stammende Gründerin der Gnadauer Brasilien-Mission, Frau Johanna Sophia Lörcher kommt der Maute Geist 2013 als Kinderschreck vor.

### Der Schweinehirte
Ein grausames Geschick widerfuhr dem Schweinehirten Johann Georg Eppler. An einem 26. Juni wurde er unter einer alten Buche unterhalb der Burg Meßstetten vom Wetterstrahl aufs Hirn getroffen und plötzlich getötet. Zum Eppler Grab gibt es folgenden Vers von Heinrich Fritz:
Es steht jahrnundertelane,

von Dorf und Weg abseits,

am rauen Wiesenhange

ein moosverwittert Kreuz.

Drob’ zieht die Weihe Kreise

mit weichem Flügelschlag

ums Kreuz in stiller Weise

rankt sich die alte Sag’:

Hier sei vom Strahl erschlagen

ein armer Hirtenknab,

der in den Sommertagen

die Säu gehütet hab.

Verraucht der Herr’n Gestalten,

der Namen Rang und Würd’

der Nachwelt blieb erhalten

-im Kreuz- ihr armer Hirt
Das Kreuz befindet sich am Airlensteig und ist frei zugänglich. Startpunkt für Wanderungen ist ein Grasfeldweg bei der vom Meßstetter Albverein wiederhergerichtete Schutzmauer für das Ackerland bei der ehemaligen Hülbe unterhalb des Kählesbühls (48° 10′ 29,81″ N, 8° 58′ 26,15″ O).
Dort können die Fahrräder abgestellt werden.

### „Des Schimmelreiters heimliche Liebschaften“

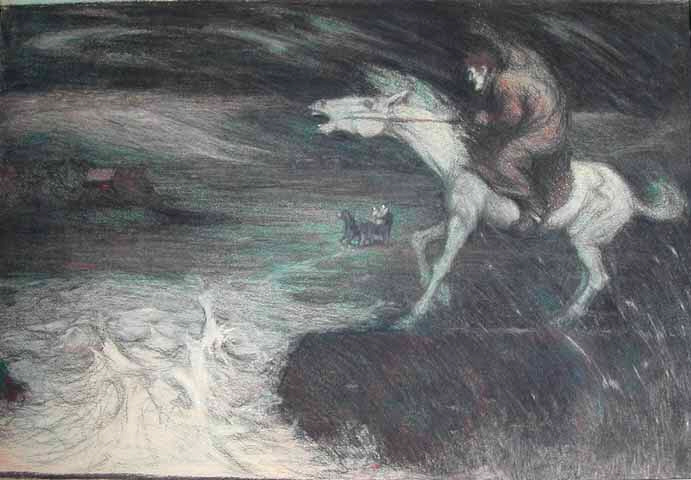
So ein Schimmelreiter soll in stürmischen Herbstnächten auch am Weichenwang sichtbar sein

Eine alte Sage berichtet von dem Schimmelreiter, der sich mit seiner Geliebten heimlich beim Weichenwang trifft. Manchmal in stürmischen Herbstnächten soll nämlich auf dem alten Schloss Burtel bei Hossingen, von dem noch wenige Reste vorhanden sind, ein Schimmelreiter sichtbar werden, der gegen den Weichenwang (Heiligenwang) herüber reite. Heute steht auf dem Weichenwang in Meßstetten eine Radaranlage der Bundeswehr. Das Gelände ist nicht mehr zugänglich. Bei dem Liebespaar handelt es sich um eine standesgemäße Beziehung zwischen einem edlen Ritter und der Tochter des Hossinger Burgherrn. Ihre Wohnorte sollen die Burgen Hossingen und Tierberg sein. Emil Schweizer bindet 1898 die bekannte Version dieser Sage in seinen Artikel aus den Balinger Bergen ein.

### Siebenkreuzlesfels
Früh vor Tag kam einst eine Familie aus Stetten am kalten Markt angefahren. Ross und Wagen samt allen Insassen stürzten in die Tiefe. Vater und Mutter mit allen fünf Kindern fanden also ihren jähen Tod. Zur Erinnerung wurden in die Felswand hinter dem Steilabsturz sieben Kreuzlein eingegraben. Der Fels heißt bis heute Siebenkreuzlesfels (48° 12′ 13,9″ N, 9° 1′ 12,52″ O).
Der historische Verkehrsweg Siebenkreuzlesweg ist im Bereich der zweiten Haarnadelkurve im Originalzustand erhalten.
Da vor Gottlob Hummel die Sage nicht schriftlich überliefert wurde, gibt es weitere Deutungen: Denkbar wäre ein von Reformatoren, die in der Gegend „Wüstgläubige“ genannten wurden, zerstörter Stationenweg auf dem Weg der Toten der Kirchspielgemeinden zum Ebinger Friedhof. Möglicherweise entstand die Sage erst später.
Ein Abzweig im Siebenkreuzlesweg führt in einer Kurve zu einer Sandgrube und einem historischen Steinbruch. Ausgrabungen brachten 2016 einen zweispurigen Weg hervor, der etliche Fragen aufwirft: Was gab es neben Erzen, Steinen und Sand zu transportieren was nicht auf einem einspurigen Weg möglich war? Oder diente die zweite Spur mit einer Umlenkrolle als Gegengewicht? Seitdem beim Ebinger Kreuz eine römische Siedlung entdeckt wurde, wird ein römischer Ursprung der Rinnen nicht mehr ausgeschlossen. Die Ortsgruppe Ebingen des Schwäbischen Albvereins führt derzeit wissenschaftliche Forschungsarbeiten durch. Es wurden verschiedene Spurbreiten gemessen.

## Heutige Nutzung
In den letzten Jahren wurde versucht, das Gelände museal aufzubereiten. Um Halbtagstouristen ein attraktives Ziel zu bieten, wurden 40 Touren im Programmheft Mit den Alb-Guides unterwegs für 2016 ausgearbeitet. Im Naturpark Obere Donau wird an Wochenenden ein vertaktetes Angebot im Schienenverkehr auf allen Strecken gefahren. Albguides, ausgebildete Natur- und Landschaftsführer des NABUs, haben eine dreistündige Tour Siebenkreuzlesweg von Ebingen aus in ihr Angebot aufgenommen.
Experten wollen aus der heutigen Ausrichtung der heutigen Bebauung bei der früheren Hülbe und der Burgschule die Hinweise auf die einstige wehrhafte Bebauung erkennen. Forschungsarbeiten wurden von der Stadt Meßstetten in Tübingen in Auftrag gegeben. Dies sei mit nicht unerheblichen Kosten verbunden, leiste aber einen wichtigen Beitrag zum Bewusstwerden der eigenen Identität sowie zur Geschichtsschreibung.

### Der dreifache Grenzstein
Unweit der Burg befindet sich die sagenumwobene Dreibannmarke, auch Dreibahnmarke genannt. Über die Banngrenze war seit alter Zeit der Bann verhängt, so dass kein Angrenzer es wagen konnte, mit seiner Herde dieselbe zu überschreiten. Der Markstein galt den Alten als heilig und bei seiner Setzung wurden seltsame Gebräuche beobachtet. Um den Stein rankt sich ein Aberglaube: Ein auf dem Leib getragener Splitter des Steines soll als Schutzzeichen gegen finstere Mächte, Hagel, Unwetter, Zauber und Krankheit wirken. Die Wiese bei der Dreibannmarke diente bis 1914 als Lagerplatz fahrender Händler, Fuhrmänner und Handwerker. Mit Raffinesse gelang es zwischen Württemberg, Baden und Hohenzollern einen Vorteil zu finden. Nach der Inbetriebnahme der Schießbahnen wurde bis zum Zweiten Weltkrieg eine Wiese am Rand des Sperrgebiets als Lagerplatz zugewiesen.
Es geht die Sage: Wer den Stein versetzt, muss nach seinem Tode bei Nacht zur Strafe dafür geistweise gehen am Orte seines Frevels.